# Axiochóri
Axiochóri är en ort i Grekland.   Den ligger i prefekturen Nomós Kilkís och regionen Mellersta Makedonien, i den norra delen av landet, 300 km norr om huvudstaden Aten. Axiochóri ligger 78 meter över havet och antalet invånare är 512.
Terrängen runt Axiochóri är platt. Runt Axiochóri är det ganska tätbefolkat, med 72 invånare per kvadratkilometer. Närmaste större samhälle är Koufália, 12,2 km sydväst om Axiochóri. Trakten runt Axiochóri består till största delen av jordbruksmark.